# Pipistrellus deserti
Il pipistrello del deserto (Pipistrellus deserti  Thomas, 1902) è un pipistrello della famiglia dei Vespertilionidi diffuso in Africa settentrionale e Africa orientale.

## Descrizione

### Dimensioni
Pipistrello di piccole dimensioni, con la lunghezza della testa e del corpo tra 35 e 47 mm, la lunghezza dell'avambraccio tra 25 e 34 mm, la lunghezza della coda tra 23 e 40 mm, la lunghezza del piede tra 6 e 8 mm, la lunghezza delle orecchie tra 7 e 13 mm e un peso fino a 4,6 g.

### Aspetto
Le parti dorsali variano dal bruno-olivastro chiaro al bruno-giallastro chiaro talvolta con dei riflessi verdastri e con la base dei peli nerastra, mentre le parti ventrali sono grigiastre o grigio crema con la base dei peli grigio scura. Le orecchie sono giallo-brunastre chiare, semi-trasparenti e relativamente corte. Il trago è lungo circa la metà del padiglione auricolare e falciforme. Le membrane alari sono marroni scure con il bordo posteriore bianco. La lunga coda è inclusa completamente inclusa nell'ampio uropatagio, il quale è marrone scuro. Il calcar è lungo, largo e con una carenatura trasversale. 

### Ecolocazione
Emette ultrasuoni a basso ciclo di lavoro sotto forma di impulsi ad alta intensità e frequenza modulata o quasi costante con massima energia a 42–43 kHz.

## Biologia

### Comportamento
Si rifugia in colonie di 30 individui all'interno di edifici, moschee, tombe e nelle cavità delle palme. Forma vivai. L'attività inizia nel tardo pomeriggio.

### Alimentazione
Si nutre di insetti catturati fino a 10 metri dal suolo.

### Riproduzione
Femmine che allattavano sono state catturate tra fine aprile e inizi di maggio.

## Distribuzione e habitat
Questa specie è diffusa nel Marocco meridionale, Algeria centrale e meridionale, Libia sud-occidentale, Egitto meridionale, Sudan settentrionale, Sudan del Sud, Somalia meridionale, Burkina Faso, Ghana meridionale e Nigeria centro-settentrionale. Probabilmente è presente anche in Senegal.
Vive in palmeti all'interno di oasi, boschi di Isoberlinia, Acacia -Commiphora e in praterie.

## Conservazione
La IUCN Red List, considerato il vasto areale (si tratta della specie più comune nelle oasi sahariane), classifica P. deserti come specie a rischio minimo (Least Concern).